# Luis González Olivares
Luis Alberto González Olivares (Santiago, 12 de noviembre de 1908 - 21 de enero de 1976). Político socialista chileno, hijo de Francisco González y Eugenia Olivares. Contrajo matrimonio con Mercedes Castro Miranda (1933). Tuvieron 4 hijos.
Estudió en el Liceo Valentín Letelier. Se desempeñó como empleado del Politécnico de Menores Alcibíades Vicencio (1929-1930).

## Actividades Políticas
Militante del Partido Socialista, por el cual fue Diputado por la 6.ª agrupación departamental, correspondiente al 2.º. Distrito Metropolitano: Talagante (1941-1945), participando de la comisión permanente de Hacienda.
Reelecto Diputado por el mismo distrito (1945-1949), en esta oportunidad formó parte de la comisión permanente de Economía y Comercio).
Posteriormente fue empleado de la empresa de transportes colectivos del Estado (1950-1957).